# Lorenz Adlon
Pour les articles homonymes, voir Adlon.
Lorenz Adlon, né le 29 mai 1849 à Mayence et mort le 7 avril 1921 à Berlin, de nationalité allemande, est le fondateur de l'hôtel Adlon, célèbre palace de Berlin, inauguré en 1907.